# Polline d'api
Il polline d'api è il polline dei fiori che viene raccolto e trasportato nell'alveare dalle api bottinatrici.

## Produzione
La raccolta del polline da parte dell'ape è resa possibile dall'adattamento specifico delle zampe posteriori delle operaie: con la spazzola da polline situata sulla faccia interna del metatarso l'ape recupera il polline che le impolvera il corpo, poi lo spinge nella sacca da polline situata sulla faccia esterna della tibia della zampa opposta, attorno ad un unico pelo che funge da rocchetto per il gomitolo di polline. Un rocchetto pesa circa 6 milligrammi, l'ape ne trasporta due. Nell'alveare il polline viene stivato da altre operaie, che lo spingono negli alveoli con la testa.
Il polline d'api è la principale fonte di proteine delle api adulte e delle larve. Il polline raccolto è facilmente degradabile. Per conservarlo, le api allevano dei fermenti lattici e alcuni lieviti nel nettare per impedire qualunque putrefazione batterica del polline; questo, così trattato viene immagazzinato nei favi e prende il nome di pane delle api, (termine ancora utilizzato in molte lingue, come il tedesco e l'inglese).

### Raccolta e conservazione in apicoltura
Le tecniche di raccolta del polline sono abbastanza recenti. Gli apicoltori hanno messo a punto una trappola da polline collocata all'ingresso dell'alveare. Per entrarvi, le api devono passare attraverso aperture strette, che provocano la caduta dei rocchetti di polline in un cassetto situato sotto.
Ci sono vari trattamenti per la lavorazione e conservazione del polline, tutti sviluppati negli ultimi 50 anni.
Il polline commercializzato come integratore dietetico non è per nulla simile al polline d'api. Viene raccolto all'ingresso degli alveari grazie a speciali trappole, perciò non è che parzialmente lavorato dalle api.
Il pane d'api richiede un'altra tecnica, molto più laboriosa, per la raccolta.

## Proprietà nutritive e medicinali
La composizione è variabile in funzione delle specie botaniche delle piante visitate dalle api. In media, il polline appena raccolto dalle api contiene:
- proteine: 20%
- glucidi: 35%
- lipidi: 5%
- acqua: 10% - 12%

Dalle analisi risultano presenti anche vitamine, oligo-elementi, enzimi e rutina, oltre a molti pigmenti che donano al polline il suo colore specifico.
La lavorazione e la conservazione del polline possono influire sulle proprietà nutrizionali (vitamine, enzimi, polifenoli).
È considerato un ottimo alimento ricostituente per recuperare energie e vitalità.
Il polline elaborato dalle api nell'arnia contiene ulteriori sostanze, responsabili della fermentazione lattica e di molte delle sue proprietà.
Il pane delle api è tradizionalmente consumato, mescolato al miele, come ricostituente nell'Europa Orientale e presenta proprietà medicinali e antibatteriche confermate da vari studi.